# Selección de fútbol de Reunión
La selección de fútbol de Reunión es el equipo que representa a este territorio a nivel internacional; es controlada por la Ligue de Football de la Réunion, que a su vez depende de la Federación Francesa de Fútbol.

## Historia
Reunión no pertenece a la FIFA y es solo un miembro asociado de la CAF, por lo que no puede participar ni en la Copa Mundial de Fútbol ni en la Copa Africana de Naciones ni del Campeonato Africano de Naciones, aunque sus clubes si pueden participar en los torneos que organiza la CAF. A pesar de eso ha jugado varios partidos internacionales sobre todo contra las naciones vecinas de Madagascar, Seychelles y Mauricio. Junta a estas y otras naciones suele participar en Juegos del Océano Índico, en los cuales ha triunfado en 1979, 1998 y 2007.
Desde 1994, este equipo solo jugó algunos partidos, sobre todo contra Madagascar , Mauricio y Seychelles . Varios de ellos se organizó como parte de los Juegos del Océano Índico.
Organizado en diciembre de 2005, las más recientes han terminado en un empate 1-1 ante Mauricio inmediatamente seguida por una derrota por 2-1 ante el mismo equipo a domicilio. En de 2006, la selección se enfrenta a Gabón, dirigida en ese tiempo por Alain Giresse en el Estadio Olímpico Paul Julius Bénard en Saint-Paul. El marcador fue derrota de Reunión de 0-3 en la preparación de los Juegos del Océano Índico en la isla de Madagascar en 2007.
En los Juegos del Océano Índico en 2007 en Madagascar, Reunión ganó el torneo al vencer al país anfitrión Madagascar, 7-6 en los penaltis tras un 0-0 después del tiempo reglamentario y los tiempos extras.
El 4 de octubre de 2008, ganó la Copa de Ultramar a expensas de la Martinica (1-0, gol de Mamoudou Diallo en el minuto 47).
El 14 de junio de 2009 , ganó las Ligas Regionales de la Copa frente al Atlántico, la liga de fútbol marcador de 2-1, con goles de Quentin Boesso el minuto 11 y Eric Farro en el 85 para Reunión.
En 2010, se reinicia el Club R busca defender el título de la Copa en el Extranjero, comienzan con una aplastante victoria 11-0 contra San Pedro y Miquelón, seguido por una victoria de 2-1 ante Mayotte y, finalmente, termina invicto con otra victoria contra Guyana. Sin embargo, fue golpeado por Martinica, en la final de la competición.
En mayo de 2011 para prepararse para los Juegos del Océano Índico en las Seychelles, Reunión tiene el doble de enfrentar a Nueva Caledonia, en Numea, y participa en una pasantía en la Costa Azul donde enfrenta al mismo tiempo, un equipo local y el equipo de la reserva del OGC Nice.
El 6 de agosto de 2011, comienza la reunión de Juegos del Océano Índico en las islas Seychelles con una victoria contra Madagascar por 2-1, el segundo partido contra Mayotte, cae por 2-0, pero clasificó para las semifinales. De nuevo, Reunión tuvo los pronósticos en su contra, ya que Seychelles los eliminó por un marcador de 1-2, pero al final ganaron el partido por el tercer lugar frente a Mayotte 1-0, y capturó la medalla de bronce por primera vez su historia.

## Desempeño en competiciones

### Juegos del Océano Índico
| Juegos del Océano Índico | Juegos del Océano Índico | Juegos del Océano Índico | Juegos del Océano Índico | Juegos del Océano Índico | Juegos del Océano Índico | Juegos del Océano Índico | Juegos del Océano Índico |
| Año                      | Ronda                    | J                        | G                        | E                        | P                        | GF                       | GC                       |
| ------------------------ | ------------------------ | ------------------------ | ------------------------ | ------------------------ | ------------------------ | ------------------------ | ------------------------ |
| 1979                     | Campeón                  | 4                        | 4                        | 0                        | 0                        | 20                       | 2                        |
| 1985                     | Subcampeón               | 3                        | 2                        | 1                        | 0                        | 14                       | 4                        |
| 1990                     | Fase de grupos           | 2                        | 0                        | 1                        | 1                        | 0                        | 1                        |
| 1993                     | Subcampeón               | 4                        | 3                        | 0                        | 1                        | 5                        | 1                        |
| 1998                     | Campeón                  | 4                        | 3                        | 1                        | 0                        | 10                       | 3                        |
| 2003                     | Subcampeón               | 4                        | 3                        | 0                        | 1                        | 7                        | 2                        |
| 2007                     | Campeón                  | 4                        | 1                        | 3                        | 0                        | 2                        | 1                        |
| 2011                     | Tercer lugar             | 4                        | 2                        | 0                        | 2                        | 4                        | 5                        |
| 2015                     | Campeón                  | 4                        | 4                        | 0                        | 0                        | 8                        | 1                        |
| 2019                     | Campeón                  | 5                        | 3                        | 1                        | 1                        | 10                       | 2                        |
| Total                    | 10/10                    | 38                       | 25                       | 7                        | 6                        | 80                       | 22                       |

### Coupe de l'Outre-Mer
| Coupe de l'Outre-Mer | Coupe de l'Outre-Mer | Coupe de l'Outre-Mer | Coupe de l'Outre-Mer | Coupe de l'Outre-Mer | Coupe de l'Outre-Mer | Coupe de l'Outre-Mer | Coupe de l'Outre-Mer |
| Año                  | Ronda                | J                    | G                    | E                    | P                    | GF                   | GC                   |
| -------------------- | -------------------- | -------------------- | -------------------- | -------------------- | -------------------- | -------------------- | -------------------- |
| 2008                 | Campeón              | 3                    | 3                    | 0                    | 0                    | 9                    | 1                    |
| 2010                 | Subcampeón           | 4                    | 3                    | 1                    | 0                    | 14                   | 1                    |
| 2012                 | Campeón              | 3                    | 3                    | 0                    | 0                    | 9                    | 1                    |
| Total                | 3/3                  | 11                   | 9                    | 2                    | 0                    | 39                   | 5                    |

### Triangulaire
| Récord | Récord     | Récord    | Récord | Récord | Récord | Récord | Récord | Récord | Récord |
| Año    | Ronda      | Posición  | PJ     | PG     | PE*    | PP     | GF     | GC     |        |
| ------ | ---------- | --------- | ------ | ------ | ------ | ------ | ------ | ------ | ------ |
| 1947   | 3º lugar   | 3º        | 2      | 0      | 0      | 2      | 3      | 6      |        |
| 1948   | 3º lugar   | 3º        | 2      | 0      | 0      | 2      | 2      | 7      |        |
| 1949   | 3º lugar   | 3º        | 2      | 0      | 0      | 2      | 1      | 9      |        |
| 1950   | Subcampeón | 2º        | 2      | 1      | 0      | 1      | 5      | 17     |        |
| 1951   | 3º lugar   | 3º        | 2      | 0      | 0      | 2      | 3      | 13     |        |
| 1952   | 3º lugar   | 3º        | 2      | 0      | 0      | 2      | 0      | 7      |        |
| 1953   | 3º lugar   | 3º        | 2      | 0      | 0      | 2      | 8      | 15     |        |
| 1954   | Subcampeón | 2º        | 2      | 1      | 0      | 1      | 6      | 13     |        |
| 1955   | 3º lugar   | 3º        | 2      | 0      | 0      | 2      | 3      | 7      |        |
| 1956   | 3º lugar   | 3º        | 2      | 0      | 0      | 2      | 5      | 12     |        |
| 1957   | Subcampeón | 2º        | 2      | 1      | 0      | 1      | 1      | 1      |        |
| 1958   | 3º lugar   | 3º        | 2      | 0      | 0      | 2      | 1      | 5      |        |
| 1963   | Subcampeón | 2º        | 2      | 1      | 0      | 1      | 3      | 6      |        |
| Total  | 13/13      | 0 Títulos | 26     | 4      | 0      | 22     | 41     | 118    |        |

## Palmarés
- Juegos del Océano Índico: 5

1979, 1998, 2007, 2015, 2019
- Coupe de l'Outre-Mer: 2

2008, 2012

## Historial contra otras selecciones
Última actualización: 7 de mayo de 2011 -  Nueva Caledonia 1-3  Reunión
| Opponent             | M  | W  | D | L  | GF | GA  |
| -------------------- | -- | -- | - | -- | -- | --- |
| Comoras              | 6  | 4  | 1 | 1  | 13 | 3   |
| Congo                | 2  | 1  | 0 | 1  | 3  | 5   |
| Guayana Francesa     | 3  | 2  | 1 | 0  | 3  | 0   |
| Gabón                | 1  | 0  | 0 | 1  | 0  | 3   |
| Guadalupe            | 2  | 1  | 0 | 1  | 3  | 3   |
| Kenia                | 3  | 0  | 0 | 3  | 2  | 7   |
| Madagascar           | 21 | 3  | 4 | 14 | 30 | 53  |
| Malawi               | 1  | 0  | 0 | 1  | 2  | 8   |
| Maldivas             | 2  | 2  | 0 | 0  | 18 | 0   |
| Martinica            | 2  | 1  | 1 | 0  | 1  | 0   |
| Mauricio             | 35 | 7  | 9 | 19 | 39 | 101 |
| Mayotte              | 4  | 3  | 1 | 0  | 12 | 4   |
| Nueva Caledonia      | 2  | 2  | 0 | 0  | 7  | 3   |
| San Pedro y Miquelón | 1  | 1  | 0 | 0  | 11 | 0   |
| Seychelles           | 15 | 12 | 1 | 2  | 30 | 10  |
| Tanzania             | 1  | 0  | 1 | 0  | 1  | 1   |
| Togo                 | 1  | 1  | 0 | 0  | 1  | 0   |
| Zaire                | 1  | 1  | 0 | 0  | 2  | 1   |
| Zimbabue             | 3  | 0  | 1 | 2  | 3  | 5   |